# Pijlslang
De pijlslang of zwarte pijlslang (Dolichophis jugularis) is een niet-giftige slang uit de familie toornslangachtigen en de onderfamilie Colubrinae.

## Naam en indeling
De wetenschappelijke naam van de soort werd voor het eerst voorgesteld door Carl Linnaeus in 1758. Oorspronkelijk werd de wetenschappelijke naam Coluber jugularis gebruikt. De soort behoorde vroeger tot de geslachten Zamenis, Haemorrhois, Hierophis en Coluber.
Ook de balkantoornslang (Hierophis gemonensis) wordt wel aangeduid met de Nederlandstalige naam 'pijlslang'. De soortaanduiding jugularis (Latijn: jugulāris) betekent vrij vertaald 'aan de nek' en slaat op de karakteristieke pijlvormige tekening aldaar.

### Ondersoorten
De soort wordt verdeeld in drie ondersoorten die onderstaand zijn weergegeven, met de auteur en het verspreidingsgebied.
| Naam                            | Auteur         | Verspreidingsgebied                  |
| ------------------------------- | -------------- | ------------------------------------ |
| Dolichophis jugularis asianus   | Boettger, 1880 | De rest van het verspreidingsgebied. |
| Dolichophis jugularis cypriacus | Zinner, 1972   | Cyprus                               |
| Dolichophis jugularis jugularis | Linnaeus, 1758 | Syrië, Jordanië                      |

## Uiterlijke kenmerken
Het is met ongeveer 2,5 tot drie meter een van de grotere soorten gladde slangen en de langste van Europa. De kleur is meestal bruin tot roodbruin met een gele tot oranje buik en zwakke strepen op de rug, maar sommige exemplaren zijn grijswit of juist donkerbruin tot zwart, en jonge dieren hebben een meestal groenbruine kleur met een zwart luipaardpatroon en een V-vormige vlek in de hals. In veel gebieden zijn volwassen slangen geheel zwart met een blauwe parelmoerachtige glans, na drie jaar slaat de kleur plotseling om. Exemplaren die nog niet zwart zijn lijken erg op de balkantoornslang (Hierophis gemonensis).

## Levenswijze
De prooien zijn relatief wat groter in vergelijking met andere slangen en bestaan uit zoogdieren en vogels, ook worden andere reptielen en daarnaast amfibieën gegeten. De juvenielen eten overwegend hagedissen en insecten. Het is een typische bodembewoner, maar 's nachts schuilt de slang meestal in een boom of hoge struik. Bij verstoring of een aanval rolt de slang zich op en begint luid te sissen. Deze soort is erg agressief en daardoor moeilijk in gevangenschap te houden waardoor er niet alles over bekend is. De pijlslang kan bijten bij gevaar en is niet giftig maar de tanden zijn naar achteren gekromd waardoor een beet vervelende wonden kan veroorzaken.

## Verspreiding en habitat

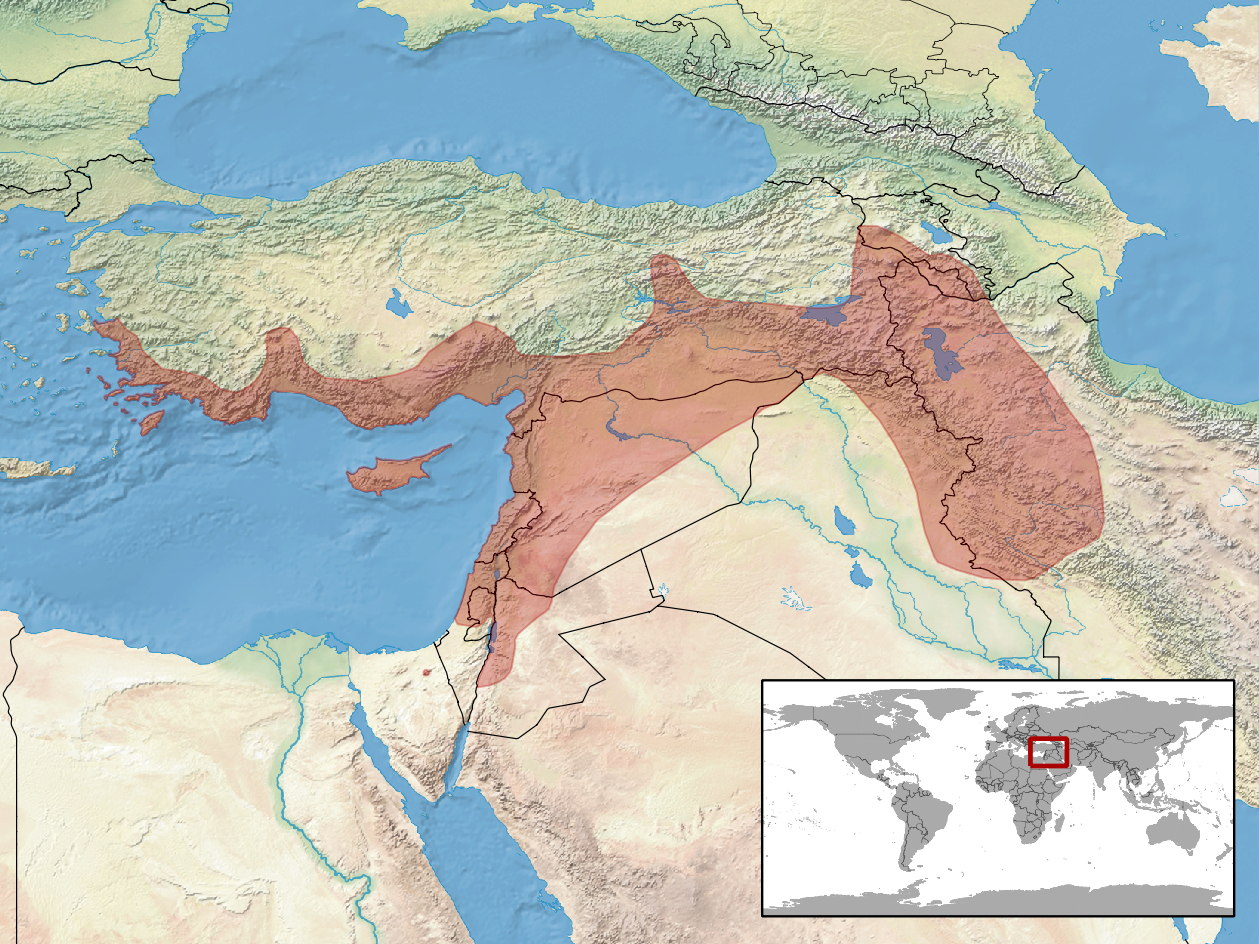
Verspreidingsgebied in het rood.

De pijlslang komt voor in delen van het Midden-Oosten en zuidelijk Europa en leeft in de landen Turkije, Israël, Syrië, Jordanië, Libanon, Koeweit, noordelijk Iran, noordelijk Irak, Cyprus en enkele Griekse eilanden. Er zijn meldingen uit Albanië, Bulgarije, Hongarije, voormalig Joegoslavië en Roemenië, maar deze zijn niet bevestigd. Ook in Tsjechië was de slang te vinden tot 1922, maar is daarna niet meer gezien.
De habitat bestaat uit gematigde bossen, scrublands en moerassen en ook in door de mens aangepaste streken zoals weilanden, plantages en landelijke tuinen kan de slang worden aangetroffen. De leefomgeving bestaat uit open plekken met liefst muren, ruïnes of grotere steenhopen. De soort is aangetroffen tot een hoogte van ongeveer 1000 meter boven zeeniveau.

## Beschermingsstatus
Door de internationale natuurbeschermingsorganisatie IUCN is de beschermingsstatus 'veilig' toegewezen (Least Concern of LC).
Omdat de soort steeds zeldzamer wordt, vooral in Griekenland, is de pijlslang beschermd en mag niet meer worden gevangen of gedood.